# Lewisburg (Tennessee)
Lewisburg è una città degli Stati Uniti d'America, situata nello Stato del Tennessee, nella contea di Marshall, della quale è il capoluogo.
Il nome della città è un riferimento all'esploratore Meriwether Lewis.